# Welcome to Bardo
«Welcome to Bardo» es el quinto episodio de la séptima temporada de la serie de televisión estadounidense de ciencia ficción y drama Los 100. El episodio fue escrito por Drew Lindo y dirigido por Ian Samoil. Fue estrenado el 17 de junio de 2020 en Estados Unidos por la cadena The CW. 
Octavia (Marie Avgeropoulos) conoce un mundo completamente nuevo. Mientras tanto, Murphy (Richard Harmon) y Emori (Luisa d'Oliveira) juegan a hacer creer.

## Argumento
En flashbacks, después de llegar a Bardo, los recuerdos de Octavia son escaneados por Levitt, un científico discípulo compasivo que se interesa por Octavia. Hope finalmente llega y rescata a Octavia con la ayuda de Levitt, devolviéndola a Sanctum, lo que hace que pierda la memoria de su tiempo en Bardo. Capturada en un intento de rescatar a su madre, Hope ayuda a regañadientes a Anders a devolver a Octavia a Bardo para interrogarla más, inyectándole una etiqueta de localización cuando Octavia lleva a Hope a través de la anomalía a Sanctum. Cuando llega Bellamy, vence a sus captores e intenta salvar a su hermana; sin embargo, un discípulo desencadena una explosión, aparentemente matando a Bellamy. 
En el presente, Echo, Hope y Gabriel llegan a Bardo, aprendiendo de uno de los sermones de Anders que los Discípulos llegaron a Bardo a través de una piedra de la anomalía ubicada en la tierra en lugar de Eligius III. Rescatan a Octavia, pero se enteran de la aparente muerte de Bellamy. En Sanctum, los seguidores de Russell intentan forzar su liberación, con el intento de Murphy de ayudar mientras se hace pasar por Daniel Prime pone en peligro su vida. Sheidheda habla con los Fieles, pero su comportamiento hace que Indra se dé cuenta de su verdadera identidad. Incapaz de matar a Sheidheda por el momento, Indra hace que Jackson elimine quirúrgicamente el impulso mental de Russell para que el Comandante Oscuro no pueda ser resucitado nunca más.

## Elenco
- Eliza Taylor como Clarke Griffin. (en créditos)
- Bob Morley como Bellamy Blake.
- Marie Avgeropoulos como Octavia Blake.
- Lindsey Morgan como Raven Reyes. (en créditos)
- Richard Harmon como Jhon Murphy.
- Tasya Teles como Echo / Ash.
- Shannon Kook como Jordan Green. (en créditos)
- JR Bourne como Sheidheda.
- Chuku Modu como Dr. Gabriel Santiago.
- Shelby Flannery como Hope Diyoza.

## Recepción
En Estados Unidos, «Welcome to Bardo» fue visto por 0.68 millones de espectadores, de acuerdo con Showbuzz Daily.

### Recepción crítica
Delia Harrington puntuó el episodio con una calificación de 4.5/5 estrellas para Den of Geek: «Este episodio proporcionó algunas respuestas muy necesarias sobre los viajes de Octavia, Hope y Diyoza y la mecánica de la dilatación del tiempo y el viaje a través de las piedras. No puedo imaginar que habríamos adivinado que los cascos solo son necesarios para viajar cuando se viaja a un planeta con una dilatación del tiempo más lenta; a veces, la exposición es justo donde está».
Yana Grebenyuk puntuó el episodio con una calificación de 4.9/5 estrellas para TV Fanatic: «"Welcome to Bardo" fue un enfoque complejo para contar historias, tanto en el pasado como en el presente. Esta fue una experiencia fuera de este mundo, utilizando un nuevo lugar para crear una nueva forma de explorar su mundo y los recuerdos que vienen con ellos. También tenía un ritmo notable, finalmente dejando que la historia llegara a donde estaba tratando desesperadamente de llegar todo este tiempo. 
Este fue un episodio que se distingue al permitir que se formen sorpresas y secretos en torno a la historia. Los personajes fueron llevados a sus límites, y se entregaron por encima y más allá. Fue un viaje cargado de emociones que proporcionó tanta información tan esperada y proporcionó el mejor retorno de todos los tiempos».